# Helépole

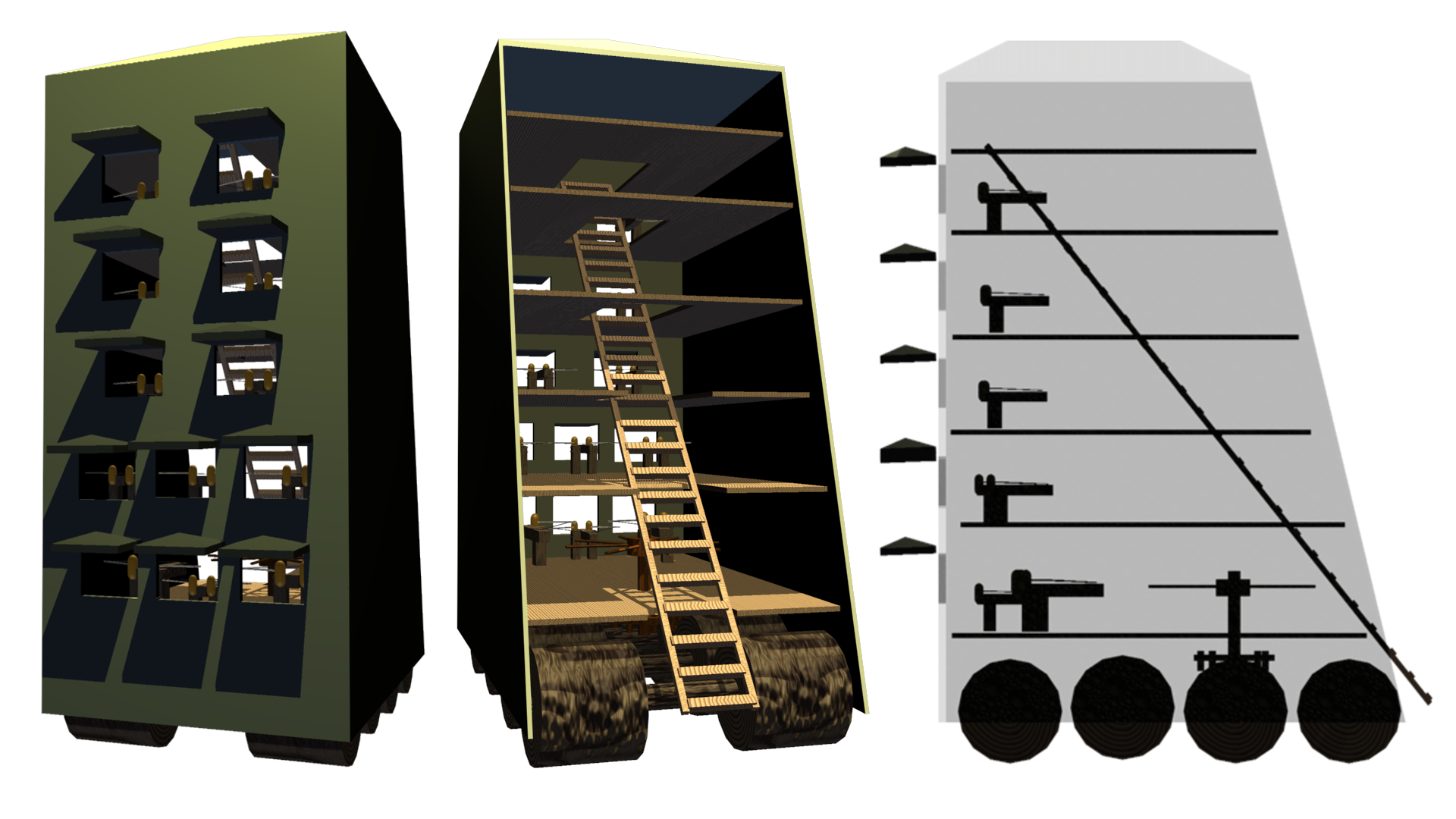
Estrutura de uma helépole.

Helépole (em grego: ἑλέπολις; helépolis) foi um tipo de arma de cerco utilizada por Demétrio, filho de Antígono Monoftalmo, nos ataques contra Salamina do Chipre e no cerco de Rodes em 306 a.C. O termo, em grego ἐλέπολις, significa capturador de cidades.
Demétrio ficou famoso pela arte de capturar cidades em cerco (Poliorcética) e recebeu, por isto, o apelido de Poliórceta.

## Helépoles empregadas por Demétrio
Há registros de duas máquinas chamadas helépole.
A empregada no cerco de Salamina era uma torre blindada com cerca de 45 metros de altura, e a metade de largura, movida por quatro rodas de cerca de quatro metros de altura, com nove andares, contendo máquinas para atirar pedras pesadas, lanças e pedras menores, e operada por duzentos soldados.
No cerco a Rodes, Demétrio empregou uma helépole ainda maior, construída pelo ateniense Epímaco. Esta era piramidal, e podia se mover também para os lados, era coberta por placas de ferro para se proteger do fogo e foi o maior engenho do tipo jamais construído.

## Helépole nos anos seguintes
O termo helépole passou a designar a qualquer torre que possuía baterias para derrubar muros, ou máquinas para arremessar lanças e pedras. Uma torre com estas características foi empregada pelos romanos, na captura de Jerusalém.